# CHCH-DT
CHCH-DT（チャンネル11）は、カナダ・オンタリオ州ハミルトンにある独立テレビ局。チャンネル・ゼロが所有するこの放送局は、ハミルトンの西端のイノベーション・ドライブ（Innovation Drive）にスタジオを維持しており、2021年以前は、約65年間、ハミルトンのダウンタウンのジャクソン・ストリート（Jackson Street）とキャロライン・ストリート（Caroline Street）の角近くに位置していた。同州ナイアガラフォールズのマリオット・オン・ザ・フォールズ（Marriott on the Falls）にもオフィスがある。送信所は、ストーニークリークの旧市街のファースト・ロード・ウェスト（First Road West）にある。
1954年6月7日に、ケン・ソーブルによって設立されたCBC提携放送局として開局された。1961年に独立放送局となり、1982年1月1日に全国スーパーステーションになった。1990年に、ウェスタン・インターナショナル・コミュニケーションズに買収された。
独立局として数年間を過ごした後、2000年にキャンウェストに買収され、グローバルテレビジョンネットワークの旗艦局CIII-TVの姉妹局としてCH番組サービスの旗艦局となった。2007年に、CHの放送局のブランド名は、アメリカの同名のケーブルネットワークにちなんで「E!」に変更された。キャンウェストが財政難に陥った際、2009年にCHCHとモントリオールのCJNT-TVは独立放送会社のチャンネル・ゼロに買収された。全ニュースと全映画を放送する放送局にその形式を変更した。2010年に、再びアメリカのプライムタイム番組の放送を開始した。

## 歴史

### CBC提携（1954年〜1961年）
CHCHは、1954年6月7日に放送契約を締結し、CBCテレビジョンの提携放送局として運営された。163 ジャクソン・ストリート・ウェストにあるスタジオは、かつてはCJSH-FM（102.9、現：CKLH-FM）によって使用されていた。CJSHの閉局後、そのスタジオはCHCH用に転用された。ハミルトン - トロント地域で最も古い民間テレビ局である。当時、カナダの全ての民間テレビ局はCBC提携局であることが義務付けられていた。CHCH-TVは、ハミルトンの都市再生運動のリーダーであり、ラジオ局CHML（900 AM）のオーナーであるケン・ソーブルによって設立された。

### 独立放送局（1961年〜1982年）
1961年にCHCHはCBCを去り、独立放送局になった。CBCとの提携を解除した理由は3つある。ハミルトンはトロント市場の一部であり、トロントを拠点とするCBLTは既にCHCHの視聴エリアの一部に完全なネットワークサービスを提供している。CBLTは、送信電力を増やして周波数を変更し（VHFチャンネル9からチャンネル6へ、最終的にはチャンネル5へ）、その結果、CHCHとほぼ100%の重複が生じることを計画した。放送局のマネージャーは、CBCの番組を放送する代わりに、よりローカルな番組を制作したいと考えていた。

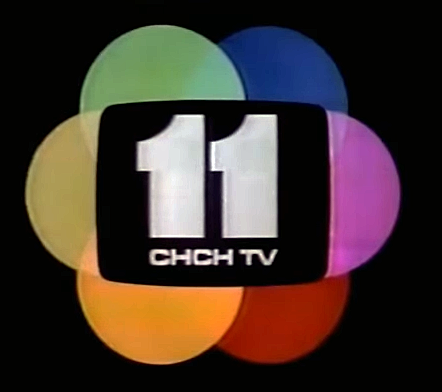
CHCH-TVのロゴは、1966年のカラーテレビの導入から 1987年まで使用された（このデザインのバリエーションで、オールブルーの色が1990年まで使用された）。

CHCHは、カナダで初めて、そして10年以上にわたってどのネットワークとも提携していない唯一のテレビ局となり、CBCと提携していない他の民間放送局（1960年か1961年初めに放送契約を結んだ）は1961年10月にCTVネットワークを形成していた。

### 第3のネットワークの旗艦となる可能性（1966年〜1981年）
1960年代半ば、CTV及びCBCネットワークとは別に一部の番組放映権の購入を開始したカナダのテレビ局のコンソーシアムであるユナイテッド・プログラム・パーチェイス（United Program Purchase）の主導局だった。
1966年までに、UPPはカナダの3番目のテレビネットワークの潜在的な枠組みとしてメディアの注目を集めるようになった。同年秋、CHCHのライセンシーであるソーブルのナイアガラ・テレビジョン（Niagara Television）は、NTVのブランドを冠するネットワークの提案を提出した。当初の計画では、CHCHはトロント都市圏のネットワークの旗艦放送局となる予定だった。しかし、この申請は多くの規制上の障害と遅れに直面し、主な財政的支援者であったパワー・コーポレーション・オブ・カナダは1969年に撤退した。しかし、1970年までに、ネットワークアプリケーションは元CHCH幹部のアル・ブルーナーの新しい会社グローバル・コミュニケーションズ（Global Communications）によって復活し、ナイアガラ・テレビジョンとCHCHは入札に関与しなくなった。グローバルテレビジョンネットワークのネットワークは1974年に新しいCKGN-TVで開始された。
本格的なネットワークの開発には成功しなかったものの、1970年代から1980年代にかけてカナダで最も著名な非ネットワーク番組のシンジケーターの1つとなり、地元で制作されたエンターテインメント番組の多くがカナダ全土のテレビ局で放送され、時には国際的なテレビ局でも放送された。

### スーパーステーションCHCH（1982年〜1997年）

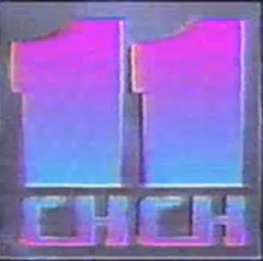
CHCH-TVが「ONtv」にブランド変更される前の、1990年代初頭から中頃のロゴ

1982年1月1日、キャンコム（Cancom、現：ショー・ブロードキャスト・サービス）がCHCHと他の3つの放送局（バンクーバーのCHAN-TV、エドモントンのCITV-TV、モントリオールのCFTM-TVの再放送局であるTCTV）を、CBCにしかアクセスできなかった国内の僻地にあるケーブルテレビプロバイダーに提供し始めて、全国的なスーパーステーションになった。
1980年代後半から1990年代前半にかけて、「Together, we're the one!」というスローガンを中心としたブランディング活動を開始した。ハミルトンまたはオンタリオ全体を指す様々な宣伝スローガンは、CHCHの州全域にわたるケーブル放送範囲を反映しており、長年使用されている「サークル」ロゴの青色の3Dバリエーションが使用された。プロモーションにはフランク・ガリのボーカル曲があり、これはCHCHのニュース番組や映画プレゼンテーションでも使用された「Pride Inside（プライド・インサイド）」音楽パッケージの一部だった（元々はボルチモアのWBAL-TVである別のチャンネル11から依頼された）。

### ONtv時代（1997年〜2001年）
1990年にウェスタン・インターナショナル・コミュニケーションズ（WIC）がCHCHを買収した。CHCHは長年にわたりオンタリオ州の多くの市場でケーブルテレビで視聴できたが、1997年に放送信号の受信範囲がオンタリオ州全体に拡大された。グローバルのオンタリオ州の放送局CIII（チャンネル6）の到達範囲と、州の大部分を放送する主にCTV提携局のグループであるベイトン・ブロードキャスト・システムと競合する目的で、1997年にいくつかの再放送局が開始された。
次にWICは、バンクーバーのCHAN-TV（「BCTV」というブランド名だった）、エドモントンのCITV-TV（「ITV」というブランド名だった）、アルバータ州レッドディアのCHCA-TV（「RDTV」というブランド名だった）など、同社の他の多くの放送局のブランド規約に沿って、CHCHのブランドを「ONtv」（「Ontario Television」）に変更した。
ローカルニュース番組は、当時グローバルが提供していた地域ニュースサービスに挑戦するために、CHCHの中核市場であるハミルトン地域からオンタリオ州全体に焦点を移した。しかし、ハミルトンは今では殆ど後回しであり、他の地方局（トロントなど）は既に高い視聴率を持っていたため、このシフトは失敗に終わり、CHCHの視聴率は低下した。ONtv時代には、WICの毎晩のニュース番組『カナダ・トゥナイト』も放送していた。

### キャンウェストの所有権（2001年〜2007年）

ロゴは姉妹局のグローバル・オンタリオ（CIII-DT）のロゴと同じ三日月型デバイスを共有する「CH Hamilton」（2001年〜2005年）として使用

2000年、キャンウェスト・グローバル・コミュニケーションズがWICのテレビ資産を購入した。グローバルは既にオンタリオ州パリスの旗艦局CIII-TVの送信所を通じてハミルトン地域にサービスを提供していたため、キャンウェストは2001年2月12日にブランド名を「CH」（または「CH Hamilton」）に変更し、同年9月にCHテレビシステムを開始した。この動きにより、大規模市場の近くにある中規模都市のキャンウェストの放送局向けに二次テレビシステムが開始された。ローカルニュースの報道が刷新され、ハミルトン/ハルトン/ナイアガラ地域に再び焦点が当てられた。

CH Hamiltonの2番目のロゴ（2005年〜2007年）

カナダ・ラジオテレビ通信委員会（CRTC）のテレビ局の所有制限（各市場の所有者ごと、言語ごとに1つの放送局）にもかかわらず、キャンウェストはオンタリオ州の大部分にわたって他の市場のCHCHの放送範囲を維持することを許可された。しかし、地元テレビ局の反対のため、サンダーベイ、ピーターボロ、キングストンでは放送できなかった。オンタリオ州以外の一部のケーブルプロバイダーも、「スーパーステーション」の一種としてCHCHを伝送し続けている。その無線信号は、カナダ・アメリカ国境を越えて、ニューヨーク州バッファローとペンシルベニア州エリーも容易にカバーする。
2004年6月7日20:00、開局50周年を祝った。マット・ヘイズ（Matt Hayes）がホストを務めた『The First 50 Years: A Half Century of CH（最初の50年:CHの半世紀）』と題したCHCHの歴史を振り返るドキュメンタリーを放映した。CHブランドは2007年から変更されることが発表されたが、2007年9月7日まで使用され続けた。その後キャンウェストは、アメリカの「E!」ケーブルチャンネルとのブランドライセンス契約に基づいて全国規模のCHサービスを「E!」として刷新したことを受け、CHCHのローカル番組のブランドをCH Hamiltonから『CHCH News』に変更した。同日、CHCHのニュース以外のスケジュールは「E! Ontario」にブランド名が変更された。

2007年から2010年までニュース番組で使用されていたロゴ。2007年から2009年まで、CHCHの「事実上の」ブランドとして使用された。このロゴは通常、一部のCHCH車両にまだ存在している。現在は放送されていないが（『Terra @ Home』プロモーションを除く）、別の元「E!」放送局のCHEK-DTとパティソン所有のCityネットワーク提携局（CFJC-TV、CKPG-TV、CHAT-TV）は依然としてこのバリエーションをニュース放送やブランディングに使用している。

### チャンネル・ゼロの所有権（2009年〜現在）
2009年2月5日、キャンウェストは「戦略的オプション」を検討すると発表した。この中には、CHCH及び同社の「E!」システムの他の放送局の売却または閉局の可能性が含まれており、第2の従来型テレビネットワークはもはや同社の長期的な成功の鍵ではないと述べている。『Live @ 5:30』の共同ホストであるドナ・スケリーが代表を務める草の根団体は、キャンウェストからCHCHを買収し、かつての地元の中心に戻す意向を発表した。
2009年3月、CHCHの免許の1年間更新のためにCRTCに提出された書類によると、2009年9月1日に始まったCHCHの2010会計年度中に3,000万ドル近くの損失が見込まれることが明らかになり、6,900万ドルの費用に対して、予想収益は僅か4,100万ドルだった。キャンウェスト広報担当者のジョン・ダグラス（John Douglas）は、カナダの放送局が利益を得るためにアメリカの番組に依存してきたことも相まって、CHCHとその「E!」グループの他の放送局は過去10年間で赤字だった、と語った。

2009年から2010年までCHCHによって使用されていたロゴ。これは変更されたバージョンで、一番下に「News-Movies」を追加した。

2009年6月30日、チャンネル・ゼロは現金12ドルと様々な放送局の負債を引き受ける代わりに、CHCHとモントリオールのCJNT-TVをキャンウェストから買収すると発表した。CRTCは同年8月28日に売却を承認した。チャンネル・ゼロは、東部時間8月31日0:00にCHCHの番組をコントロールし、1980年代の映画からその任期を開始した。CHCHは「E!」からの所属を外し（その日の終わりに閉局された）、新しい番組形式を採用した。これは、平日の日中はローカルニュース番組、夜は映画で構成されていた（朝と夕方の限られたニュース番組、インフォマーシャル、その他の厳選された番組を除く週末の終日も同様）。チャンネルは「CHCH」というブランド名に戻った。
その夜のプライムタイムで放送された最初の映画は、新オーナーの逆転精神を示す「ロッキー」だった。CHCHは2009年から2010年のシーズン中に、総合格闘技番組『Let's Get It On（レッツ・ゲット・イット・オン）』、元マッチミュージックのキャラクターと共同ホストのリアナ・カーズナー、コメディアンのロン・スパークスが出演する映画番組であるエド・ザ・ソックの『ディス・ムービー・サックス!』、インフォマーシャルを含む追加番組を少し追加した。
2010年9月、チャンネル・ゼロによる買収以来初めて、アメリカのネットワークテレビシリーズの放送を開始した。『ヤング・スーパーマン』『スーパーナチュラル』『ジミー・キンメル・ライブ!』『48アワーズ・ミステリー』『20/20』『CHUCK/チャック』『60ミニッツ』など、追加された番組の多くは、トロント - ハミルトン市場でCKXT-TV（チャンネル52。同局の所有者であるケベコールは、これをオールニュースケーブルチャンネルであるサン・ニュース・ネットワークに置き換える準備を進めていた）で放送されていた。また、追加のオリジナルローカル番組『Sportsline（スポーツライン）』（マーク・ヘブシャー（Mark Hebscher）とクリント・"ババ"・オニール（Clint "Bubba" O'Neil）がホスト）をデビューさせ、エド・ザ・ソックによるエンターテインメントニュースマガジンのパロディ『アイ・ヘイト・ハリウッド』の第2シリーズを開始した。スケジュールの変更と同時に、1960年代から1980年代まで使用されていたCHCHの古典的なマルチカラーのロゴの更新バージョンが導入された。
2011年4月10日、緑の党党首のエリザベス・メイはCHCHのパネルインタビューに参加した。メイは、2011年の選挙の党首討論会から除外されたことに社長が失望していたチャンネル・ゼロから、ブロック・ケベコワ、自由党、新民主党、保守党の党首らと同様に番組に招待された。
2011年4月18日、CKXT-TVは独立局からサン・ニュース・ネットワークの同時放送に移行し、CHCHがトロント/ハミルトン地域の唯一の独立局となった（CKXTは約7か月後の同年11月1日に業務を停止した）。同年6月8日、チャンネル・ゼロの2011年から2012年のテレビシーズンの広告主向けのアップフロントプレゼンテーションで、同社は20世紀フォックスとの番組配信契約を発表し、CHCHとCJNTに初回独占放送の映画プレミア上映、特に2012年5月に両局で劇場未公開のディレクターズカット版が初放送された「アバター」の上映へのアクセスを与えた。その他のデビュータイトルには、「クレイジー・ハート」「96時間」「ウルヴァリン:X-MEN ZERO」などがある。
2012年4月20日の『News Now AM』の放送中に、正体不明の成人向け専門チャンネルからのハードコア・ゲイ・ポルノ映画のシーンの放送により、コゲコとショー・ケーブルによるCHCH信号の送信が約3分間中断された。この代替はCHCHではなく、切断されたケーブル回線の修理中にケーブル事業者によって行われたようで、CHCHの無線視聴者や他のケーブル及び衛星プロバイダーの加入者は影響を受けなかった。チャンネル・ゼロは、問題の番組が同社の成人向けカテゴリB専門チャンネル（Maleflixxx Television、XXX TV、AOV TV）からのものであることを否定した。カナダ・ラジオテレビ通信委員会はその後、この事件をケーブル送信の問題として調査すると発表した。
2012年9月、ゲーム番組『ホイール・オブ・フォーチュン』と『ジェパディ!』を放送する独占契約が終了した後、CBCテレビジョンから両番組の権利を取得した。番組は2014年秋シーズンで打ち切られ、『ザ・シンプソンズ』が金曜日夜に放送されるようになった。2014年6月、CHCHは放送60周年を迎えた。

### 2015年のニュース部門の破産とその余波（2015年〜現在）
2015年12月11日、CHCHが閉局に直面しているのではないかとの懸念から、その夜の18:00からのニュース放送を中止した。CHCHは放送を続けたが、昼間のローリングニュース形式は16:00に終了した。チャンネル・ゼロの最高経営責任者（CEO）のローメン・ポジフン（Romen Podzyhun）が放送に出演し、CHCHのローカルニュース番組は週末まで放送を中止し、12月14日に再開すると発表した。さらに、チャンネル・ゼロは、2009年以来CHCHのニュース番組を制作してきた子会社であるChannel 11, L.P.（チャンネル11リミテッド・パートナーシップ）が破産を申請したと発表した。ポジフンは、連邦補助金の喪失と地元志向の放送局に国の広告収入を集めることができなくなったことが原因だと主張したが、CHCH自体が閉局されるわけではないと述べた。
CHCHのニュース制作は、削減前は毎週80時間のニュースを制作していたが、その「中核ニュース番組」と判断したものに縮小され、週に17時間半のニュース放送（朝の番組と18:00と23:00のニュース番組、週末のニュースは無し）のみが制作されることになる。ローカルニュースは主に放送局のライセンス要件を満たすために維持されている。『Studio 1.0（スタジオ1.0）』『Good Fortunes（グッド・フォーチュンズ）』『The Daily Brief（ザ・デイリー・ブリーフ）』など、ブルームバーグ・テレビジョンのいくつかの番組が翌週の番組表に追加された。偶然にも、CHCHがブルームバーグTVカナダと共有所有権を共有する20年前に、CHCHのかつての番組『The Morning Market（ザ・モーニング・マーケット）』はブルームバーグのリソースを使用していた。朝と昼のニュース番組に使用されていたニュースグラフィックは、『The Pinkertons（ザ・ピンカートンズ）』や『The Daily Brief』など、チャンネル・ゼロとブルームバーグTVカナダが制作した『Morning Live（モーニングライブ）』と昼の番組でもそのまま残された。
2015年、同じく独立局のCJON-DT及び3つのイエスTV放送局（近隣放送局のCITS-DTを含む）と提携し、広告販売情報で「Net5」アライアンス（3つのO&Oと2つの提携局を指す）と呼ばれる取り決めでYesTVの世俗番組を共有及びシンジケートした。2016年秋以来、CHCHはこれらの番組の多くの放送を、平日は新たに取得した昼間の番組、週末は映画に置き換えてきた。Net5は、他の2つの独立局の追加に伴い、「indieNET」としてブランド変更された。
2016年春、チャンネル・ゼロはCHCH-DTのスタジオを市場に投入した（1954年から継続的に運営されてきた）。スタジオには、歴史的な石造りの邸宅「パインハースト（Pinehurst）」（地元の政治家トリストラム・ビックル（Tristram Bickle）によって1850年に建てられ、1892年から1932年に亡くなるまでウィリアム・サウザムが所有していた）のほか、その未来的な外観から「Spaceship 11（スペースシップ 11）」と呼ばれる銀色の大型増築工事（1983 年建造）が700万カナダドルで含まれている。売却先はテレビジョン・シティ（Television City）という個人投資家グループで、他のテナントを探しながら「Spaceship 11」の半分を2年半CHCH-DTに貸し出すことになっていた（パインハーストは「オンタリオ遺産法」によって保護されており、変更されることはない）。売却は2016年11月中旬までに終了する予定だった。
2018年10月、スタジオの新しい場所を発表し、長年ハミルトンダウンタウンのジャクソン・ストリート・ウェストにあった場所を離れ、ダンダスの4 イノベーション・ドライブ（4 Innovation Drive）に移転した。この物件は報道業務用に改修されたもので、CHCHは当初、2021年春までに運用を開始する予定だった。2021年6月にジャクソン・ストリートのスタジオを離れたが、4 イノベーション・ドライブへの改修工事の遅れにより、通りの向かい側の仮スタジオへの移転を余儀なくされた。2022年4月11日、4 イノベーション・ドライブスタジオから放送を開始した。

## 番組
独立局として、CHCHは子供向けタレント番組『タイニー・タレント・タイム』（開局60周年を記念して2014年9月に復活）、ジェーン・グレイの『Hobby Time（ホビー・タイム）』、エレイン・カレイがホストを務める毎日のトーク番組などのローカル番組を制作した。
また、1970年代と1980年代に『ピエール・ベルトン・ショー』、『恐怖のおかしな家』、『ミー&マックス』、『パーティー・ゲーム』、『ザ・バクスターズ』、カナダ版『スーパーマーケット・スイープ』や『スミス&スミス』などの重要なカナダのシンジケートシリーズを多数制作し、『レッド・グリーン・ショー』のオリジナルのテレビ本拠地でもあった。ハミルトン出身のマーティン・ショートもCHCHでテレビデビューを果たした。1986年から1987年にかけてモンティ・ホールがホストを務めた『スプリット・セカンド』のシンジケートリバイバルもCHCHのスタジオで収録された。これらの関与はカナダの放送では番組のクレジットに記載されていたが、アメリカ版では配給会社のバイアコム・エンタープライズのみが記載されていた。
2018年9月現在、CHCHの昼間番組は、主にオンタリオ州南部のゴールデン・ホースシュー地域を対象とした地元制作のニュース番組と、平日10:00から18:00まで放送され、1970年代と1980年代のホームコメディやドラマを特集する古典的なテレビシリーズのブロックで構成されている。プライムタイムでは、プライムタイムと深夜の時間帯に映画の他、国内及びアメリカの初回放送のエンターテインメント番組を少数しか放送していない。20th テレビジョンとのシンジケート契約により、CHCHにはナショナル・ジオグラフィック・チャンネルとMTMエンタープライズの両方のライブラリからの番組が提供されたが、CHCHがレトロな番組を強調するために再編成されたため、2018年9月までにナショナル・ジオグラフィックの番組の殆どが削除された。
CHCHの輸入番組の一部は、WIC、CH、「E!」時代にCHCHの姉妹局であった別所有の独立局であるブリティッシュコロンビア州ビクトリアのCHEK-DTで放送されている。「E!」システムの最初の解散に際し、両局は最初は事実上同一のプライムタイム番組ラインナップを共同で購入したが、後にプライムタイムのスケジュールが乖離し始めた。CHEKは現在、既にCITS-DTを利用してトロント - ハミルトン市場にサービスを提供しているイエスTVからエンターテインメント番組を放送している。

### スポーツ番組
1960年代の木曜日夜にハミルトン・フォーラム（どちらもケン・ソーブルが所有していた）からハミルトン・レッドウィングス（NHLのデトロイト・レッドウィングスの傘下だったOHAジュニア「A」リーグのマイナーリーグホッケーチーム）のホームゲームを放送し、ノーム・マーシャル（Norm Marshall）が実況を務めた。
一時期、CHCHはトロント・メープルリーフスのNHL試合を週半ばに地元テレビ放送し、バッファロー・セイバーズの試合をアデルフィア・ケーブル及びセイバーズのオーナーと共同制作した。また、テレセンターで撮影され、後にハミルトン・フォーラムに移された『Ringside Wrestling（リングサイド・レスリング）』と呼ばれるレスリング番組も制作された。CHCHはその後、カナダの視聴者向けに世界レスリング連盟の番組を再放送し、その後、同社の焦点は完全にケーブルテレビに移った。CTV（その後、グローバルテレビジョンネットワーク）がオンタリオ州の放送局のNFL中継の一環としてデトロイト・ライオンズを選ばなければならなかったことが理由で、長年にわたり、CHCHは日曜日午後にNFLのバッファロー・ビルズのレギュラーシーズン試合の中継も放送していた（ビルズは現在主にスポーツネット・オンタリオで見られており、ライオンズはCTVに戻った）。マクマスター・マローダーズの大学フットボールは1990年代後半から2000年代前半にかけてCHCHで放送された。2015年からは、オンタリオ・ユニバーシティ・アスレティックスのフットボールの搬送を再開し、カンファレンスのプレーオフトーナメントを搬送し、Cityがパッケージを引き継いだ後の2017年からはレギュラーシーズンの試合もいくつか搬送した。
2020年8月、カナダ・プレミアリーグはCBCスポーツでの週2試合に加え、毎週日曜日に週1試合を放送するというCHCHとの契約を発表した。
2022年、ツアー唯一の伝統的なカナダの放送局であるCHCHがLIVゴルフの最終ラウンド中継を放送し始めた（イベント全体はLIVゴルフのFacebook及びYouTubeページでストリーミングされる）。

### 現在の番組

#### 本放送
- 20/20（2010年以降）

- アメリカン・ソング・コンテスト（2022年3月以降）

- カナダ・プレミアリーグ・サッカー（2020年8月より毎週日曜日に1試合）

- インサイド・エディション（英語版）（2022年9月以降）

- ナイトライン（2017年4月以降）

- OJHL（英語版）ゲーム・オブ・ザ・ウィーク（OJHL Game of the Week）（2019年1月以降）

- OUA（英語版）ユニバーシティ・ラッシュ（OUA University Rush）（2017年9月から、以前は1993年から2001年までCHCHで放送）

- トゥ・テル・ザ・トゥルース（英語版）（2017年9月以降）

- andPOP（2018年以降）

- モーニングライブ（Morning Live）（2008年以降）

- LIVゴルフ・インビテーショナル・シリーズ（最終ラウンドは2022年6月以降）

#### 再放送
- 奥さまは魔女（2017年9月以降）

- コミ・カレ!!

- ドクター・ケン（英語版）

- ファニー・ユー・シュッド・アスク（英語版）（2018年9月以降）

- かわいい魔女ジニー（2017年9月以降）

- ローン・レンジャー（英語版）（2018年6月以降）

- 宇宙家族ロビンソン（2018年9月以降）

- マッシュ（2018年9月以降）

- メアリー・タイラー・ムーア・ショー（英語版）（2017年9月以降）

- スパイ大作戦（2018年9月より）

- ザ・ピンカートンズ（英語版）（2015年以降）

- ローハイド（1959年から1965年までの7シーズンのみ）（2017年9月以降）

- Rock Icons（ロック・アイコンズ）（2017年9月以降）

- バ科学（2018年1月以降）

- Top Million Dollar Agent（トップ・ミリオン・ダラー・エージェント）（2015年以降）

- ホワイトカラー（2016年9月5日以降）

#### 長編映画
- CHCH at the Movies（CHCHアット・ザ・ムービー）（2009年以降）

### 過去の番組
- Bloomberg Markets Canada（ブルームバーグ・マーケッツ・カナダ）（2015年 - 2017年8月、かつてのタイトルは『The Daily Brief（ザ・デイリー・ブリーフ）』）

- Bloomberg North（ブルームバーグ・ノース）（2016年 - 2017年8月）

- ディス・ムービー・サックス!（英語版）

- Sportsline（スポーツライン）（2015年12月破産により終了）

- Sportscope（スポーツコープ）（2008年に終了）[43]

- ザ・シンプソンズ

- At Home（アット・ホーム）（2008年に終了）[43]

- ホイール・オブ・フォーチュン（2012年 - 2014年、現：イエスTV（英語版）で放送中）

- ジェパディ!(2012 年 - 2014 年、現：イエスTV（英語版）で放送中)

- ジミー・キンメル・ライブ!（その後、Citytvとコメディー（英語版）で放送。現：CMTカナダ（英語版）で放送）

- ヤング・スーパーマン

- カナダ・トゥナイト - WIC所有時代に放送された全国ニュース番組。

- CHUCK/チャック

- CHCH News Now（CHCHニュースナウ）（2009年 - 2015年）

- CHCH Noon News（CHCHヌーンニュース）（1988年 - 2015年）[44]

- CHCH Niagara Express（CHCHナイアガラ・エクスプレス）（2008年に終了）[43]

- CHCH Straight Talk（CHCHストレート・トーク）（2008年に終了）[43]

- First Edition（ファースト・エディション）[45]

- Square Off（スクエア・オフ）

- スーパーナチュラル（2010年 - 2015年）

- The Morning Market（ザ・モーニング・マーケット） - 朝の経済ニュース番組。 1990年代後半に放送された [46]。

- オリジナルズ（2013年 - 2015年）

- ナッシュビル（2015年秋 - 2016年5月）

- アイ・ヘイト・ハリウッド（英語版）（2012年以降）

- FABLife（英語版）（2016年春 - 2016年9月10日）

- アクセス・ハリウッド（英語版）（2014年 - 2016年9月2日）

- デイトライン・ミステリー（2015年 - 2016年春）

- ワイノナ・アープ（英語版）（2016年、スペース（英語版）に移動）

- シングルパパの育児奮闘記（英語版）（再放送、2015年 - 2016年）

- Killer Comebacks（キラー・カムバックス）（再放送、2016年）

- British Drama Night（ブリティッシュ・ドラマ・トゥナイト）（2015年 - 2016年）

- ジャッジ・ジュディ（英語版）（2016年9月5日 - 2017年9月15日、CHCHがCH/E!所属時代と1990年代に放送していた番組、現：YesTV（英語版）で独占放送）

- ストロング（英語版）（本放送、2016年）

- X-ファイル（再放送、2016年 - 2017年シーズン）

- ローズウッド ～マイアミ私立検視ラボ（英語版）（本放送）

- チアーズ（再放送、2016年 - 2017年シーズン）

- NUMBERS 天才数学者の事件ファイル（再放送、2016年 - 2017年シーズン）

- ハッピーデイズ（再放送、2016年 - 2017年シーズン）

- ラスト・マン・スタンディング（英語版）（本放送）

- CSI:ニューヨーク（再放送、2016年 - 2017年シーズン）

- ハウス・オブ・カード 野望の階段（2017年9月 - 2017年11月、スターのケヴィン・スペイシーに対する性的暴行疑惑を受けて打ち切り）)

- ホフ・ザ・レコード（英語版）

- クラウン・カウントダウンU（英語版）

- Justice With Judge Mablean（ジャスティス・ウィズ・ジャッジ・マブリーン）(since 2015–2018)

- ライト・ディス・ミニット（英語版）（2016年9月12日 - 2018年以降）

- Studio 1.0（スタジオ1.0）（2015年 - 2017年以降）

- ジ・アメリカンズ（2017年9月～2018年9月）

- バットマン（2017年9月～2018年9月）

- Betty White's Off Their Rockers（英語版）

- ボブ・ニューハート・ショー（英語版）（2017年9月 - 2018年9月）

- 脳トリック（2018年1月 - 2018年9月）

- Degrassi: The Next Generation（英語版）（2016年10月3日 - 2018年）

- ジーニアス

- Good Fortunes（グッド・フォーチュンズ）（2015年 - 2017年以降）

- スゴ腕どうぶつドクター

- ザ・モンキーズ（2018年1月以降）

- ニューハート（英語版）（2018年1月以降）

- パートリッジ・ファミリー（2017年9月以降）

- ザ・レッド・グリーン・ショー（英語版）（1991年 - 1993年）

- スリーピー・ホロウ（2017年9月以降）

- ストレイン 沈黙のエクリプス

### ニュース業務
CHCHは毎週30時間半の地元制作のニュース番組を放送している（平日は5時間半、土曜日と日曜日はそれぞれ1時間半）。

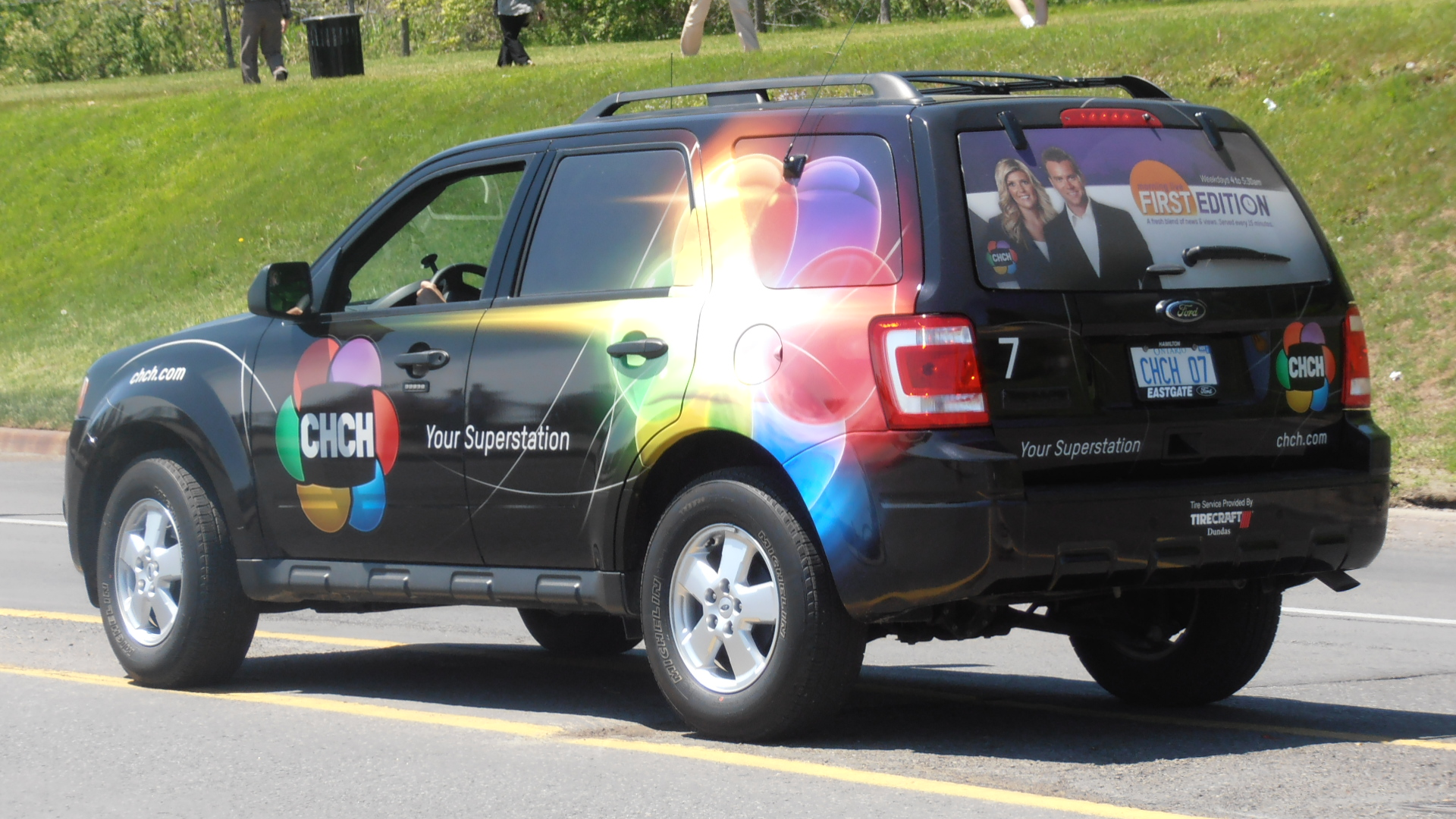
CHCHの現在のニュース車両の1つ

#### 2008年以降

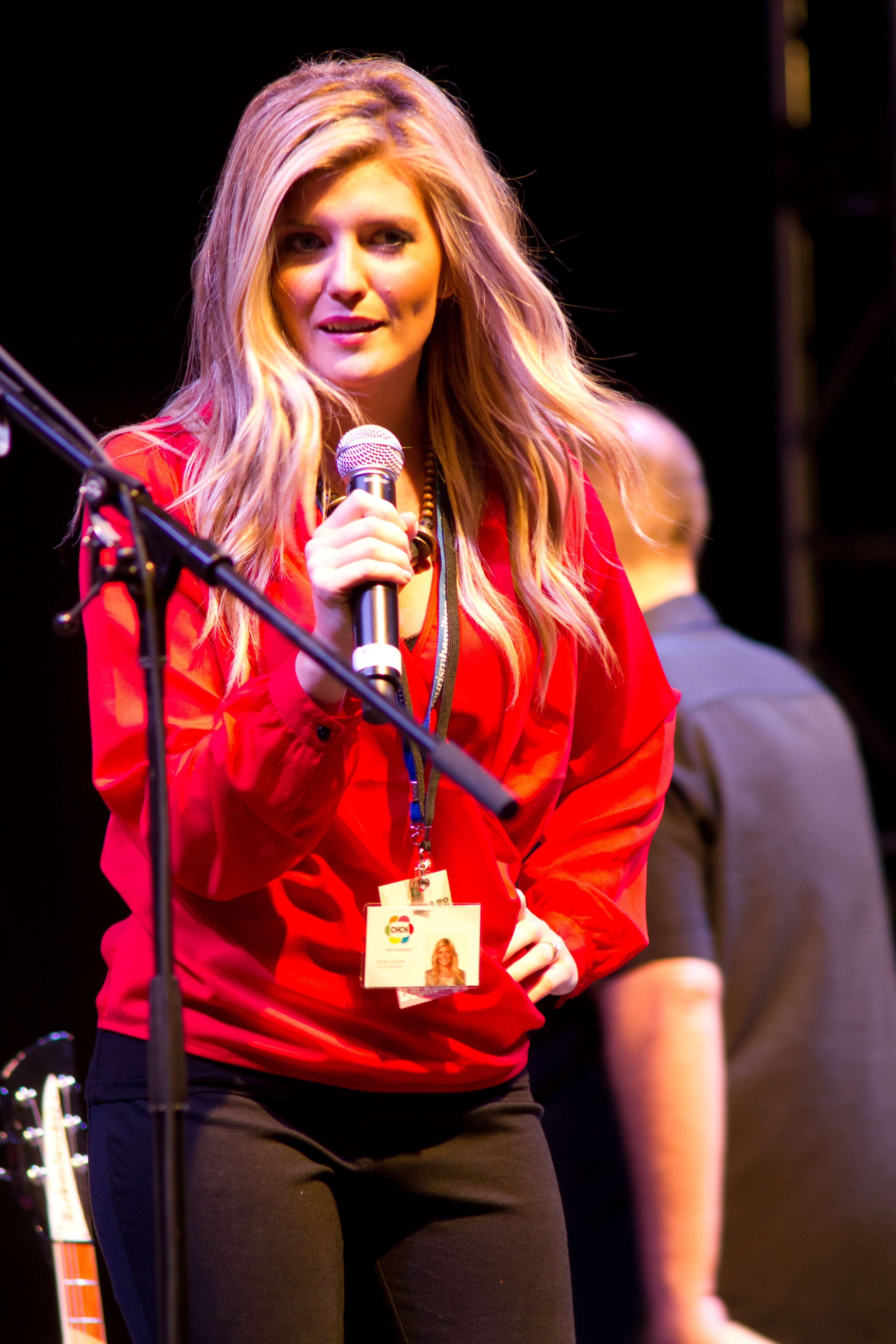
2012年のハミルトン・フェスティバル・オブ・フレンズ（Hamilton Festival of Friends）に出席したジャクリン・コルヴィル

2008年末、キャンウェストはCHCHで最も長くニュースアンカーを務めたコニー・スミス（2008年11月28日が最後の放送日）とダン・マクリーン（12月12日に退社）を財政難と予算削減を理由に強制退職させた。彼らの降板後、アネット・ハムは短縮された正午のニュース番組でアンカーの任務を担当し、ボブ・コーワンと共同で『モーニングライブ』のホストを務めるようになり、ニック・ディクソンが18:00のニュース番組でアンカーの任務を引き継いだ。2009年8月31日にチャンネル・ゼロに引き継がれて以降、ハムとコーワンは復元された1時間の正午のニュース番組を共同ホストとして迎えてきた。『アット・ホーム』、『スポーツコープ』、『ナイアガラ・エクスプレス』、『ストレート・トーク』など、ニュース以外のローカル番組もこの時点でいくつか打ち切られた。
2009年1月、CHCHの番組『モーニングライブ』は、元トロントの姉妹局であるCIII-TV独自の朝のニュース番組『グローバルニュース・モーニング』の打ち切りにより、同局で同時放送され始めた。チャンネル・ゼロがCHCHを支配した後、CIIIでの同時放送は8月末に廃止され、CIIIはライフスタイル番組の再放送と、前夜の23:00のニュース番組の再放送に置き換えた。CHCHは引き続きカナダ交通ネットワーク（Canadian Traffic Network、CTN）が提供するヘリコプター交通サービスを共有していたが、キャンウェストがトロント都市圏におけるCTNサービスの独占的権利を保持していたため、キャンウェストとCHCHの間の取り決めは2009年12月31日に終了した。2009年8月31日に独立局となると、ニュース中心の形式を採用し、平日9:00から正午及び13:00から16:00までのネットワーク番組を拡大ニュース放送に置き換えた。
2011年9月12日、ローカルニュース番組を強化し、平日4:00から5:30に放送する『モーニングライブ・ファースト・エディション（Morning Live First Edition）』と題した『モーニングライブ』の90分延長番組を開始したことにより、5:30より前に始まる朝のニュース番組を放送する最初のカナダのテレビ局になった（バッファロー - ナイアガラ地域でも最初である。2012年にはWGRZが4:30のニュース番組を放送した）。同番組は2時間に拡大され、2012年9月10日の4:00から6:00まで延長された。その結果、当初の『モーニングライブ』の放送の開始時間を30分、終了時間を1時間遅らせ、6:00から10:00まで放送した。
平日のニュース番組の合計が多いのは主に、平日の顕著な日中のローリングニュースブロックによるものである（4:00から17:00までの放送と、18:00と23:00の1時間のニュース番組）。さらに、平日17:00に放送した『スポーツライン』と呼ばれる30分間のスポーツディスカッション番組と、『スポーツライン』直後の17:30からの30分間の政治ディスカッション番組『スクエア・オフ』も制作した。『ジャスティス・ウィズ・ジャッジ・マブリーン』を放送するため、ローリングニュースブロックは13:00に1時間削除された。
2015年12月11日16:00、チャンネル・ゼロのCEO兼会長の ローメン・ポジフンは、事前収録したメッセージの中で、CHCHへのニュース番組の提供を担当する部門および関連スタッフの雇用主であるChannel 11 L.P.が破産を宣告し、ニュース番組が直ちに中止されたと発表した。ポジフンは、大規模な組織再編と報道内容の変更が次の月曜日から始まると付け加えた。

#### ニュース業務の再構築
破産のため、報道機関のスタッフ165人全員が削減された。再編で設立された新会社は、フルタイム58名、パートタイム23名を含む81名に雇用を提供した。チャンネル・ゼロ副社長のクリス・フォコ（Chris Fuoco）は、12月15日15:00までに77人が新会社への雇用の内定を承諾したと述べた。
CHCHニュースアカウントマネージャーのキャスリーン・マークス（Kathleen Marks）が12月14日に広告主候補に送った、新会社は労働組合や旧キャンウェストの負債を負担しないとの内容のメモを踏まえ、この再編は労働組合潰しの試みと見る向きもあった。労働組合のユニフォー（Unifor）はチャンネル・ゼロに対し、その約束を守るよう求めた。「トロント・スター」によると、「オンタリオ州法では、企業は会社を買収する際、行われている業務の性質を大幅に変更しない限り、既存の労働協約を尊重しなければならない」としている。
12月16日の「ハミルトン・スペクテーター」の記事は、チャンネル・ゼロとユニフォーとの会談がその日遅くに予定されており、チャンネル・ゼロが組合に関するメモは会社の広報担当者ではない個人によって書かれたものであると主張したことを示した。チャンネル・ゼロのサラ・ガーディナー（Sarah Gardiner）もまた、組合潰しの申し立てに反論し、それは虚偽であると述べ、「組合に加入している従業員の多くが（新会社によって）雇用された」と付け加えた。一時解雇された従業員に提示された金額については、チャンネル・ゼロが1人当たり最低4,000ドル（未払い休暇、経費精算、定期給与）を支払うと主張し、一部の従業員がその額に異議を唱えている。CHCHウェブサイトの12月15日付けのニュース記事は、従業員全員が組合員であるにもかかわらず、従業員には退職金が提示されていないことを示していた。破産書類には従業員に160万ドルの未払いがあることが示されているが、詳細は明らかにされていない。
再編以来2ヶ月の間に視聴者からの数回の電話、メール、ソーシャルメディアへの投稿を受けて、CHCHは2015年2月18日、『モーニングライブ』を2月22日から6:00に開始時間に戻すと発表した。同番組は6:00から9:00まで生放送され、8時台の放送が9:00から10:00まで繰り返された。
2016年9月7日、広告主と視聴者の需要を理由に、同年10月29日から18:00と23:00の2時間半ニュースでローカルの週末ニュース番組を復活させると発表した。この発表は、CRTCがローカルニュース番組に助成金を提供するためのローカルニュース基金を立ち上げる計画を発表してから3ヶ月後に行われた。

#### 影響を受けるオンエア従業員
CHCHのウェブサイトは、「今後、『モーニングライブ』は7:00から9:00まで放送され、6:00からの新番組はニック・ディクソンとタズ・ボガがアンカーを務め、タズは23:00から30分間の番組に復帰する予定だ」と述べた。メトロランド・メディアは、ニック・ディクソンも18:00のニュース番組をプロデュースする予定で、解雇されたオンエアパーソナリティーやリポーターにはロリ・ディアンジェリス、マット・ヘイズ、ショーン・コーワン、ドナ・スケリー、ケン・ウェルチ、スコット・アーカート、ローラン・サブーリン、リズ・ウェスト、マーク・ヘブシャー、ジャクリン・ハーパー（コルヴィル）、ナタリー・マルコーニ、ミランダ・アンシスル、エリーズ・コップスが含まれると報じた。短い『モーニングライブ』では、引き続きボブ・コーワンとアネット・ハムがアンカーを務めた。
『スクエア・オフ』は『Unplugged（アンプラグド）』と呼ばれるポッドキャストになり、後に元共同ホストのマーク・ヘブシャーとリズ・ウェストによって『No Fun Intended（ノー・ファン・インテンデッド）』となった。いずれも同じ形式だった。しかし、ポッドキャストは終了したようで、ヘブシャーとウェストは両方とも独立したプロジェクトに移った。ヘブシャーは2023年5月に引退するまで、スポーツに特化したポッドキャストのホストを務めていた。ウェストは独立プロダクションで働いている。

#### 著名な放送スタッフ
- アネット・ハム（英語版） - 『モーニングライブ』共同ホスト

#### 過去の放送スタッフ
- ミシェル・デュベ（英語版） - リポーター兼アンカー、現：CTV Torontoのリポーター兼アンカー

- リサ・ヘプフナー（英語版） - リポーター、現：ハミルトンマウンテン（英語版）の連邦議会議員

- ヘザー・ヒスコックス（英語版） - アンカー兼エグゼクティブプロデューサー、現：CBCニュースネットワークのニュースアンカー

- ダン・マクリーン（英語版） - シニアニュースアンカー（1970年 - 2008年）、後にオンタリオ州オーウェンサウンドのCIXK-FM（英語版）でニュースアンカーを務める。2013年6月退職

- ジェニファー・モソップ（英語版） - ニュースアンカー兼エグゼクティブプロデューサー、後にストーニークリーク（英語版）の自由党州議会議員、現：コミュニケーションコンサルタント

- ジェフリー・スコット（英語版） - 1960年代後半から1970年代前半にかけてのオタワ担当記者、1978年 - 1993年までハミルトン・ウェントワース（英語版）にライディングした元カナダ国会議員。

## 技術情報

### サブチャンネル
| チャンネル | 解像度 | アスペクト比 | ショートネーム | 番組編成          |
| ---------- | ------ | ------------ | -------------- | ----------------- |
| 11.1       | 1080i  | 16:9         | CHCH-DT        | メインCHCH-DT番組 |

### アナログからデジタルへの変換
CHCHは2008年4月18日にUHFチャンネル18でデジタル信号を開始した。CRTCが指定した強制市場のカナダのテレビ局がアナログ放送からデジタル放送に移行する8月31日の2週間前の2011年8月15日に、VHFチャンネル11経由のアナログ信号を停止した。デジタル信号は、移行前のUHFチャンネル18から、かつてのアナログ時代のVHFチャンネル11に再配置された。アナログ信号はスイッチの直前で途絶えた。CHCH-DTは、デジタルケーブルで、またはデジタルチューナーとコンバータボックスを介して無線で利用できる。2011年9月12日以降、CHCHのHDフィードは衛星プロバイダーのベル・サテライトTVによってチャンネル1057で放送されている。
2012年3月9日、チャンネル・ゼロで運営されている番号付き企業の2190015 Ontario Inc.は、かつてのVHFチャンネル11のアナログ信号とUHFチャンネル18の移行デジタル信号と比較して、トロント都市圏の周縁部に沿ったCHCH-DTの受信状態が悪くなったことに対応して、CHCHの放送をVHFチャンネル11からUHFチャンネル15 （最近CKXT-DT-1によって空になった）に移動する許可を与えられた。申請プロセス中に、モバイルDTVサービスはUHF帯域でより優れたパフォーマンスを発揮するとも主張しており、この動きにより、CHCHは潜在的なモバイルDTVフィードを計画できるようになる。カナダ産業省は、海賊放送局のスター・レイTVがトロントのザ・ビーチ地区にある送信所からUHFチャンネル15でアナログ放送を行っていたが、この応用は技術的には実現可能であると述べた（スター・レイは、CHCHがチャンネル15に再割り当てされた後、デジタルに変換され、UHFチャンネル22で放送される）。ニューヨーク州ジェームズタウンにあるトライステート・クリスチャン・テレビジョンのWNYBも、UHFチャンネル15にバッファローベースの中継局であるWBNF-CDを備えているが、CHCHの送信所の位置がWBNF-CDに近いため、CRTCによるアドレス指定が必要となる。
2013年11月12日、UHFチャンネル15でテスト信号の送信を開始し、「CHCH-DT RF15 Testing」というテキストメッセージと共にカラーバーと信号音を表示した。同年12月2日、デジタル信号をチャンネル15に移動し、チャンネル11の6kW、チャンネル18のかつての移行デジタル周波数の60kWと比較して、132kWというかなり高い出力で放送できるようになった。CHCHの仮想チャンネルは引き続き11.1としてマッピングされる。

### 送信所
1996年8月28日、CHCHはオンタリオ州の大部分に新しい再放送送信所を追加するためのCRTCの承認を得た。1997年の送信所の開局は、「ONtv」へのブランド変更と同時に行われた。
| 放送局    | 放送地域免許     | チャンネル | 仮想 | ERP   | HAAT               | 送信所座標                                                        |
| --------- | ---------------- | ---------- | ---- | ----- | ------------------ | ----------------------------------------------------------------- |
| CHCH-DT-1 | オタワ           | 22（UHF）  | 11   | 25kW  | 216 m (709 ft)     | 北緯45度13分2秒 西経75度33分49秒 / 北緯45.21722度 西経75.56361度  |
| CHCH-DT-2 | ロンドン         | 14（UHF）  | 51   | 68kW  | 271.3 m (890 ft)   | 北緯42度50分27秒 西経81度51分29秒 / 北緯42.84083度 西経81.85806度 |
| CHCH-DT-3 | マスコーカ       | 28（UHF）  | 67   | 67kW  | 306.7 m (1,006 ft) | 北緯44度58分14秒 西経79度46分57秒 / 北緯44.97056度 西経79.78250度 |
| CHCH-TV-4 | サドバリー       | 41（UHF）  | N/A  | 35kW  | 171.9 m (564 ft)   | 北緯46度25分29秒 西経81度0分53秒 / 北緯46.42472度 西経81.01472度  |
| CHCH-TV-5 | スーセントマリー | 38（UHF）  | N/A  | 5kW   | 112.5 m (369 ft)   | 北緯46度35分50秒 西経84度16分53秒 / 北緯46.59722度 西経84.28139度 |
| CHCH-TV-6 | ノースベイ       | 32（UHF）  | N/A  | 5kW   | 116 m (381 ft)     | 北緯46度18分10秒 西経79度24分39秒 / 北緯46.30278度 西経79.41083度 |
| CHCH-TV-7 | ティミンズ       | 11（VHF）  | N/A  | 3.3kW | 142.2 m (467 ft)   | 北緯48度28分12秒 西経81度17分49秒 / 北緯48.47000度 西経81.29694度 |

2011年8月のアナログテレビ放送の終了とデジタル変換中に、オタワ、ロンドン、マスコーカ（トロント市場の一部であるバリーにサービスを提供）にあるCHCHの送信所がデジタルに変換された。これは、送信所が切り替えが義務付けられている市場内またはその近くにあったためである。当時、送信所はCHCH HDを搭載していないショー・ブロードキャスト・サービス（Shaw Broadcast Services）に依存していたため、標準解像度480iでチャンネルを放送していた。2014年9月より送信が1080iにアップグレードされた。